# Crenicichla marmorata
Crenicichla marmorata är en fiskart som beskrevs av Pellegrin, 1904. Crenicichla marmorata ingår i släktet Crenicichla och familjen Cichlidae. Inga underarter finns listade i Catalogue of Life.